# Route 66 (The Cheetah Girls)
Route 66 è un singolo delle Cheetah Girls proveniente dall'album The Cheetah Girls 2. Presentato in anteprima dalla Disney il 20 ottobre 2006, la canzone è uscita il 7 novembre 2006. Le Cheetah Girls hanno fatto un video per promuovere il film Cars - Motori ruggenti. Nel video, le ragazze prendono una macchina e vanno in molti luoghi. Lungo la strada incontrano dei ragazzi con cui fanno amicizia e con i quali cantano e ballano per tutta la sera.
Il video è uscito il 20 ottobre 2006 ed è incluso nel DVD di Cars - Motori ruggenti.